# Semiothisa impar
Semiothisa impar là một loài bướm đêm trong họ Geometridae.